# تقليب
التقليب هو مصطلح يُستخدم بشكل أساسي في الولايات المتحدة لوصف شراء الأصول المولدة عن طريق الإيرادات وبيعها بسرعة (أو تقليبها) بغرض الربح. على الرغم أن مصطلح التقليب يمكن تطبيقه على أي أصل، فهو يطبق بشكل أساسي على قطاع العقارات والعرض العام الأولي.
يُستخدم مصطلح تقليب المنازل لوصف عملية شراء وإعادة إصلاح المنازل ثم بيعها بغرض الربح. في عام 2017، قُلبت 207,088 شقة في الولايات المتحدة ما يعادل ارتفاع 11 سنة.
يُستخدم مصطلح التقليب في المملكة المتحدة لوصف تقنية يُمسك فيها أعضاء البرلمان يغيرون أماكن إقامتهم بين عدة بيوت والتي لها الأثر في السماح لهم بزيادة إعانات التمويل من دافعي الضرائب التابعين لهم.

## الأنواع

### البيع بالجملة وتوقيع العقد
يجني تجار الجملة الربح من توقيع عقد لشراء ملكية معينة من بائع وبعدها الدخول في اتفاق مع طرف ثالث لإعادة بيع هذه الملكية بسعر أعلى لجني الربح. تُنقل كل الحقوق في عقد الشراء الأصلي إلى المشتري ويدفع المشتري الجديد رسوم نقل إلى تاجر الجملة من أجل الحصول على كل الحقوق لشراء الملكية بسعر الشراء الأصلي. تمتلك عقود الشراء الأصلية عادةً فترة مراجعة والتي تُمكن المشتري الأصلي من التراجع عن العقد أو عدم إغلاقه إذا لم يجد مشتريًا جديدًا ينقل إليه شروط العقد. لا يمتلك تجار الجملة نية حقيقية بشراء الملكيات ويستخدمون تجارة الجملة ببساطة بصفتها أداةً لتحديد الملكيات لمستثمرين آخرين.
في عدة حالات، إذا لم يُعثر على المشتري قبل نهاية فترة المراجعة، يُلغي تاجر الجملة عقد الشراء الأصلي (عن طريق شرط الإلغاء) ويُسترجع العربون. تتطلب تجارة الجملة القليل من المال أو حتى يمكن البدء بها دون مال لتأمينها عند طرف ثالث، وفي أغلب الحالات لا ينوي تاجر الجملة أبدًا شراء الملكية حقًا. يُشار إلى ممارسة تجارة الجملة بعبارة «لا ضياع للمال ولا مخاطرة» من قبل عدد من شركات التدريب العقارية والمدربين إذ يكون العربون قليلًا لا يتجاوز 10$ ويمكن إرجاع هذا العربون إذا ألغى تاجر الجملة العقد قبل انتهاء فترة المراجعة.
يرى بعض الناس أن تجارة الجملة هي ممارسة احتيالية بما أن تاجر الجملة لا ينوي أبدًا إغلاق عقد الملكية، ومع ذلك تُعتبر تجارة الجملة في الولايات المتحدة ممارسة قانونية إذ تسمح معظم عقود العقارات للمشتري بفترة مراجعة وبعربون يتفق عليه البائع والمشتري. لا تختلف تجارة الجملة في الممتلكات عن تجارة الجملة في أي صناعة أخرى.
لا يعي البائع في الصفقات الناجحة أن المشتري الجديد لم يشتري الملكية. في بعض الحالات، يشتري تاجر الجملة الملكية حقًا مقابل مبلغ نقدي ثم يُعيد بيعها إلى المشتري النهائي بعملية إغلاق ثانية للعقد. تُعتبر هذه الممارسة أكثر تكلفة إذ يدفع المشتري تكاليف إغلاق لشراء الملكية ثم يعيد بيعها. ومع ذلك فإن عدد من الناس يعتبرون أن عملية إغلاق العقد المزدوجة ممارسة أخلاقية أكثر من غيرها. في حالات يكون فيها أرباح أساسية من إعادة بيع يكون من المنطقي أن يدفع تاجر الجملة تكاليف إغلاق مزدوجة لتجنب طلب رسم نقل كبير من المشتري.

### تجارة الجملة بالملكية عدة مرات
من الشائع أن تُنقل الملكية عدة مرات وأن يجني عدة تجار جملة أرباحًا من عقد الصفقة بين البائع والمشتري. يدخل تاجر الجملة الأصلي بعقد لشراء الملكية وينقل بعدها أو يبيع حقوق ذلك العقد إلى مستثمر آخر، ينقل بعدها المستثمر الآخر حقوق ذلك العقد إلى مستثمر جديد وهكذا دواليك. في عدة حالات، يعمل تجار الجملة مع بعضهم لضمان حصول كل الأطراف على مستحقاتهم من الصفقة. تُثير هذه الممارسة الامتعاض في مجتمع العقارات بما أنها تبدو غير أخلاقية أو غير قانونية. في الممارسة لا يوجد شيء غير قانوني في تجارة الجملة أو نقل الحقوق لشراء عقد حتى لو كان ذلك لعدة مرات. من المهم فهم أن فرصة وجود تجارة الجملة بسبب أن البائع الأصلي يبيع الملكية بسعر أقل من سعر السوق، ويحدث هذا عادةً بسبب أن البائع يكون في حالة كرب. من أسباب الكرب أن تكون الملكية تعرضت للضرر بالحرق أو الفيضان أو الإعصار  أو أن مالك المنزل يواجه حالة حبس الرهن وسيخسر منزله لذلك يبيعه بسعر أقل من سعر السوق. يُطلق على شراء العقارات بسعر أقل من سعر السوق اسم استثمار الكرب العقاري أو استثمار العقارات بتجارة الجملة وبالتالي نعود إلى مصطلح تاجر الجملة.

### تقليب العقارات
تأتي الأرباح من تقليب العقارات إما من الشراء بسعر منخفض والبيع بسعر مرتفع (عادةً ما يحدث في ارتفاع الأسعار في السوق) أو شراء منزل يحتاج لإصلاحات وإصلاحه قبل بيعه بشكل يضمن الربح (إصلاح وتقليب).
في حالة الإصلاح والتقليب يشتري المستثمر أو المُقلِّب الملكية بسعر مُخفض، يكون هذا السعر ناتج عن:
- حالة الملكية (على سبيل المثال المنزل يحتاج تجديدات ضخمة و/أو إصلاحات والتي إما لا يريدها مالك المنزل أو لا يستطيع تحمل تكاليفها) أو

- حاجة مالك المنزل لبيعه بسرعة (على سبيل المثال تغيير المكان أو الطلاق أو حبس الرهن المؤجل).

يجري المستثمر في تلك الحالة التجديدات والإصلاحات اللازمة ويحاول جني الربح عن طريق بيع المنزل بسرعة وبسعر أعلى. يُعد سيناريو الإصلاح والتقليب مُربحًا للمستثمرين وذلك لأن ملاك المنازل يفتقدون للوقت والمال لإجراء التجديدات والإصلاحات لذا يبحثون عن ملكية جاهزة للانتقال إليها، بالإضافة إلى أن معظم مقرضي الرهن العقاري التقليديين يطلبون أن يكون المنزل صالح للسكن دون حاجته لإصلاحات أساسية.

### تقليب المنزل الثاني
في المملكة المتحدة، يُعطى أعضاء البرلمان الذين تقع دائرتهم الانتخابية خارج لندن إعانات لامتلاك منزل آخر في لندن يقع بالقرب من مقر البرلمان خلال أسبوع العمل. تُمول هذه الإعانات للحصول على منزل ثاني من دافعي الضرائب في الدوائر الانتخابية التي يتبع لها أولئك الأعضاء. يستطيع أعضاء البرلمان ترشيح أي من ممتلكاتهم ليكون منزلهم الثاني والذي يمتلك تسهيلات ضريبية لكونه ليس مكان إقامتهم الأساسي الأمر الذي يؤدي إلى إعانات أخرى.
يحدث التقليب عندما يتغير المنزل الثاني والأساسي، وبشكل عملي خلال فترة الاستراحة البرلمانية، قد يُؤجر المنزل في تلك الفترة لكسب الربح ولكن يبقى يستقبل الإعانات.
في بعض الحالات، يمكن لأعضاء البرلمان إعلان أن منزلًا واحدًا هو منزل إقامتهم الرئيسي (لأغراض ضريبية) وأيضًا منزل الإقامة الثاني في وقت واحد (لغرض الإنفاق).

### تقليب السيارات
بشكل مشابه لتقليب العقارات، فإن تقليب السيارات هي عملية تُشترى فيها السيارات بسعر منخفض وتُباع بسعر أعلى. يُعين مُقلب السيارات أسعار السيارات بشكل معقول والتي يمكن بيعها بسعر أعلى في حال تعديل ظروفها وتسويقها في سوق أكبر.
في الولايات المتحدة يُعد تقليب السيارات هواية لعشاق السيارات، أو قد يكون عمل أساسي لموزعي السيارات المرخصين في الولايات. يُعد تقليب السيارات قانونيًا إذا كانت السيارة مُسجلة باسم أو أن العملية تُنجز من خلال وكالة توزيع في الولاية. تمتلك عدد من الولايات قوانينًا وتشريعات تحد من عدد المركبات التي يستطيع الشخص تقليبها خلال السنة الواحدة إلا إذا كان موزع رسمي أو متعاون. يتراوح هذا الرقم بين الولايات من 2 إلى 10 سيارات. لتقليب السيارات سوق كبير ويتطلب استثمارًا أقل من تقليب العقارات.

### تقليب المنتجات
خارج قطاع العقارات والسيارات يمكن تقليب كل المنتجات الاستهلاكية. يتضمن تقليب المنتجات شراؤها بسعر منخفض وبيعها بسعر أعلى لجني الربح. يمكن أن تكون تلك المنتجات جديدة أو مستعملة. في عدة أوقات، يشتري مقلب المنتجات المنتجات من متاجر الدولار ومخازن التوفير وجراج المبيعات ومزادات العقارات لبيعها بسعر أعلى في المتاجر المحلية أو متاجر البيع على الإنترنت.
بالمقارنة مع تقليب العقارات والسيارات، يحتاج تقليب المنتجات رأس مال أقل ولهذا تكون المخاطرة بالنسبة للباعة قليلة. بسبب هوامش الربح القليلة يوظف مقلبو المنتجات حيلًا مختلفة لكي لا يقلق منهم المقلبون الباقون. تتضمن هذه الحيل استخدام خصومات على الكوبونات وعلى استرداد النقود، بالإضافة إلى إيجاد طرق إبداعية للحفاظ على المنتجات عند شحنها.
المنتجات الشائعة التي تُقلب هي الملابس والهواتف المحمولة والكتب والعملات المعدنية، وهناك منتجات أقل شيوعًا في التقليب والتي تكون بطبيعتها رقمية مثل البيتكوين ومواقع الإنترنت وحسابات الألعاب.